# Tenuipalpus rusapensis
Tenuipalpus rusapensis är en spindeldjursart som beskrevs av Meyer 1979. Tenuipalpus rusapensis ingår i släktet Tenuipalpus och familjen Tenuipalpidae. Inga underarter finns listade i Catalogue of Life.